# Nocturne (chanson)
Chansons représentant la Norvège au Concours Eurovision de la chanson
Duett
(1994) I evighet
(1996)
Chansons ayant remporté le Concours Eurovision de la chanson
 Rock 'n' Roll Kids
(1994)  The Voice
(1996)
Nocturne est la chanson gagnante du Concours Eurovision de la chanson 1995, interprétée par le duo irlando-norvégien Secret Garden. 

## À l'Eurovision
Elle est intégralement interprétée en norvégien, langue nationale, comme l'impose la règle entre 1976 et 1999.
Essentiellement instrumentale, elle ne comporte pratiquement pas de paroles, ce qui lui fut reproché après la victoire.